# 성스러운 도로
성스러운 도로(Sacro Gra)는 프랑스에서 제작된 지안프란코 로시 감독의 2013년 다큐멘터리 영화이다.
제70회 베네치아 국제 영화제에서 황금사자상을 수상했다. 베네치아 영화제에서 수상한 최초의 다큐멘터리 영화이다.